# Piedra Grande Chijolito
Piedra Grande Chijolito är en ort i Mexiko.   Den ligger i kommunen Ixhuatlán de Madero och delstaten Veracruz, i den sydöstra delen av landet, 190 km nordost om huvudstaden Mexico City. Piedra Grande Chijolito ligger 137 meter över havet och antalet invånare är 396.
Terrängen runt Piedra Grande Chijolito är kuperad åt nordost, men åt sydväst är den platt. Runt Piedra Grande Chijolito är det ganska tätbefolkat, med 129 invånare per kvadratkilometer. Närmaste större samhälle är La Ceiba, 10,1 km sydost om Piedra Grande Chijolito. Omgivningarna runt Piedra Grande Chijolito är en mosaik av jordbruksmark och naturlig växtlighet.